# Jonas Alšėniškis
Jonas Alšėniškis o Ivan Olšanski (in bielorusso Іван Гальшанскі?, Ivan Hal'šanski; in lituano Jonas Alšėniškis; in polacco Iwan Holszański; in russo Иван Ольгимундович Гольшанский?, Ivan Ol'gimundovič Gol'šanskij; ... – 1402 o dopo) fu il primo membro su cui si conoscono informazioni più dettaglia della famiglia aristocratica degli Alšėniškis (Olšanski).
Esercitò verosimilmente il ruolo di principe di Kiev su nomina di Vitoldo dal 1399.

## Biografia
Gli storici conoscono solo il nome di suo padre, Algimantas Mindaugaitis Alseniskis. Esclusa l'ipotesi che questa fosse un'errata trascrizione del nome slavo «Mendovg Olgimuntovič», Algimantas fu namestnik (vice) del principe di Kiev Teodoro, considerato un probabile fratello del granduca di Lituania Gedimino. Ricoprì tale ruolo negli anni Venti e Trenta del Trecento.
Jonas viene menzionato per la prima volta in cui documento siglato dai lituani con i Cavalieri teutonici nel settembre del 1379. Fu un fedele amico di Vitoldo il Grande, granduca di Lituania dal 1392 al 1430 e cognato, in quanto avevano sposato entrambi le figlie di un certo Sudimantas di Eišiškės. La figlia di Jonas, Julijona, divenne la seconda moglie di Vitoldo nel 1418.
Quando Vitoldo fuggì verso lo Stato monastico dei cavalieri teutonici nel 1382, Jonas lo seguì e Jogaila gli requisì i suoi possedimenti. Tuttavia, quando Vytautas e Jogaila si riconciliarono pochi anni dopo, Jonas donò al nuovo re di Polonia divenuto noto come Ladislao II Jagellone una cintura d'oro, ricevendo indietro le sue proprietà. Jonas seguì Vitoldo quando fuggì di nuovo dai teutonici nel 1390, nel corso della guerra civile lituana. Nel 1391 Jonas scortò Sofia, l'unica figlia di Vitoldo, a Mosca affinché questa sposasse Basilio I di Russia. Avendo a quel punto la Lituania ottenuto un potente, Ladislao II accettò di fare la pace e di lì a breve, nel 1392, fu firmato il trattato di Astrava. L'influenza che Jonas esercitò nel Granducato di Lituania evince dalla sua firma riportata in molti trattati, tra cui l'accordo di Salynas del 1398 e l'unione di Vilnius e Radom del 1401. Stephen C. Rowell ha ritenuto che venne nominato da Vitoldo reggente di Kiev nel 1399.
Jonas viene menzionato un'ultima volta nel 1402, dopodiché scompare dalle fonti: per tale ragione, gli storici presumono che la sua data di morte sia avvenuta in quel periodo. Si conoscono cinque figli di Jonas: Uliana, Alessandro, Andrea, Michele e Simone.